# Cairuão (província)
A província de Cairuão ou Alcorovim (em árabe: ولاية القيروان; em francês: gouvernorat de Kairouan) é uma província do centro-nordeste da Tunísia. Foi criada em 21 de junho de 1956 e a sua capital é Cairuão.
- Capital: Cairuão
- Área: 6 712 km²
- População: 546 209 habitantes (2004);[2] 571 300 (estimativa de 2013)[3]
- densidade: 81,4 hab./km² (2004)

| Delegação      | População em 2004 |
| -------------- | ----------------- |
| Alaâ           | 31 773            |
| Bouhajla       | 70 589            |
| Chebika        | 33 889            |
| Echrarda       | 25 903            |
| Haffouz        | 43 792            |
| Hajeb el Ayoun | 35 403            |
| Cairuão Norte  | 83 794            |
| Cairuão Sul    | 80 444            |
| Nasrallah      | 37 112            |
| Ouslatia       | 36 195            |
| Sbikha         | 67 315            |